# Gare de Castelrosso
Cet article concerne la gare située à Castelrosso-Torassi. Pour les autres significations, voir Castelrosso.
La gare de Castelrosso (en italien, Stazione di Castelrosso) est une gare ferroviaire italienne de la ligne de Turin à Milan, située à Castelrosso-Torassi sur le territoire de la commune de Chivasso, dans la province de Turin en région du Piémont.
C'est une halte voyageurs Trenitalia, desservie par des trains régionaux (R).

## Situation ferroviaire
Établie à environ 190 mètres d'altitude, la gare de Castelrosso est située au point kilométrique (PK) 30,763 de la ligne de Turin à Milan entre les gares de Chivasso et de Torrazza-Piemonte.
Elle est également située entre la gare de Chivasso et la bifurcation de la ligne de Chivasso à Casale-Monferrato sur laquelle circulent les trains qui la desservent.

## Service des voyageurs

### Accueil
Halte voyageurs RFI, classée bronze, c'est un point d'arrêt non géré (PANG) à accès libre. Elle dispose de deux quais latéraux.
La traversée des voies et l'accès aux quais s'effectuent par le passage à niveau de la Via San Rocco.

### Desserte
Castelrosso est desservie par des trains régionaux (R) Trenitalia de la relation Chivasso - Alexandrie.

### Intermodalité
Le stationnement des véhicules n'est pas possible à proximité.